# Ramaća
Ramaća (cyr. Рамаћа) – wieś w Serbii, w okręgu szumadijskim, w mieście Kragujevac. W 2011 roku liczyła 318 mieszkańców.